# Catherine Burns
Catherine Burns est une actrice américaine née le 25 septembre 1945 à New York et morte le 2 février 2019 dans l'état de Washington aux États-Unis.

## Filmographie sélective
- 1969 : Dernier Été (Last Summer) de Frank Perry : Rhoda
- 1969 : Me, Natalie de Fred Coe : Hester
- 1971 : Red Sky at Morning (en) de James Goldstone : Marcia Davidson
- 1976 : Super Jaimie, saison 2, épisode 8 : une jeune nonne.